# 天恩堂 (上海)

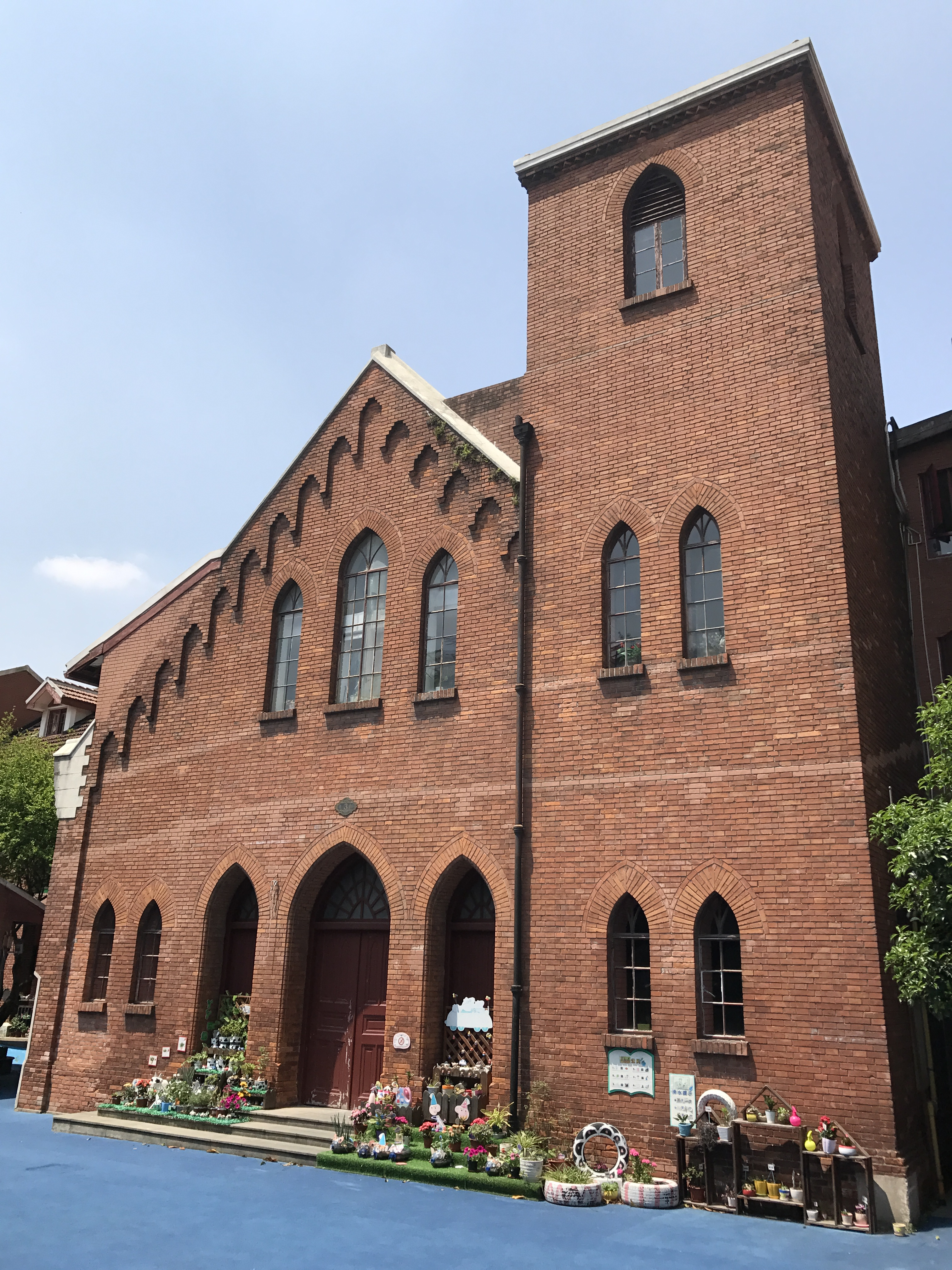
天恩堂旧址

天恩堂是中国上海一座被占用的古老教堂，原由美国圣公会差会开辟，原址位于今黄浦区南部（原南市区）的松雪街。
天恩堂的历史源于1844年。美国圣公会传教士文惠廉初抵上海，在县城中部的虹桥堍设立基督堂。1899年，另一位传教士汤蔼礼将其迁往松雪街。。1932年原址重建新堂。
1958年献堂献庙运动时，天恩堂最初仍被作为邑庙区联合礼拜教堂加以保留。不过不久也献给人民政府，改为上海联合汽配厂。目前建筑尚存，由松雪街幼儿园占用。